# Bolivie aux Jeux olympiques d'hiver de 1956
La participation de la Bolivie aux Jeux olympiques d'hiver de 1956 est la première participation de la Bolivie à des Jeux olympiques d'hiver, qui se sont déroulés du 26 janvier au 5 février 1956 dans la ville de Cortina d'Ampezzo, en Italie. Elle est également la seconde participation de la Bolivie à des Jeux olympiques.
La délégation bolivienne est la plus petite des délégations nationales de ces VIIes Jeux olympiques d'hiver; elle ne comporte qu'un seul sportif, le skieur René Farwig, qui s'est présenté aux épreuves du slalom et du slalom géant.
La Bolivie ne remporte aucune médaille. René Farwig termine à la 75e position en slalom géant et sera disqualifié du premier tour de l'épreuve de slalom.

## Délégation
Le tableau suivant montre le nombre d'athlètes chiliens dans chaque discipline :
| Sport     | Hommes | Femmes | Total |
| --------- | ------ | ------ | ----- |
| Ski Alpin | 1      | 0      | 1     |
| Total     | 1      | 0      | 1     |

## Résultats

### Ski Alpin
| Sportif     | Epreuve      | 1er tour | 1er tour | 2e tour | 2e tour | Total        | Total |
| Sportif     | Epreuve      | Temps    | Rang     | Temps   | Rang    | Temps        | Rang  |
| ----------- | ------------ | -------- | -------- | ------- | ------- | ------------ | ----- |
| René Farwig | Slalom géant |          |          |         |         | 4 min 15 s 0 | 75    |
| René Farwig | Slalom       | DSQ      | –        | –       | –       | DSQ          | –     |